# Sistema kafala
El sistema kafala (en árabe: نظام الكفالة, niẓām al-kafāla ), también conocido como sistema de patrocinio, es un modelo de explotación laboral que permite monitorizar a los trabajadores migrantes. La práctica está extendida en estados islámicos del golfo Pérsico como Arabia Saudita, Baréin, Catar, Emiratos Árabes Unidos, Kuwait, Líbano y Omán.
El modelo exige que todos los trabajadores migrantes tengan un garante (kafeel) dentro del país de acogida, normalmente su empleador, que se responsabiliza del visado y del permiso de residencia. La mayoría de quienes se acogen a él provienen de países en vías de desarrollo y se desempeñan en sectores no cualificados como la construcción o el trabajo doméstico, por lo que suponen mano de obra barata para los países de acogida.
El sistema kafala ha sido denunciado por las organizaciones de derechos humanos como un régimen de trabajo esclavo contemporáneo, ya que el trabajador queda a merced del empleador y, en caso de incumplimiento, puede sentirse excluido de la legislación laboral. Se han reportado numerosos casos de precariedad laboral e incumplimientos por parte de los empleadores, entre ellos calor extremo, malas condiciones de vida, limitación de movimientos, impago de salarios y accidentes laborales.

## Etimología
Según el derecho islámico, el término «kafala» se refiere al apadrinamiento de un menor de edad por parte de una persona distinta a sus padres biológicos. A diferencia de la adopción occidental, en la kafala el menor no renuncia a su familia de origen ni adquiere parentesco con su tutor.
A comienzos de la década de 1970, coincidiendo con el desarrollo de los estados árabes del Golfo, algunos países de la región aceptaron la llegada de trabajadores inmigrantes no cualificados bajo la condición de que otra persona, normalmente el empleador o una agencia, se responsabilizase del visado y del permiso de residencia. La similitud entre ambos conceptos ha hecho que la prensa occidental se refiera a esta práctica como «sistema kafala».

## Características
La mayoría de la mano de obra del sistema kafala proviene de países en vías de desarrollo del Sudeste Asiático como India, Pakistán, Bangladés, Sri Lanka, Nepal y Filipinas, pero también de estados del norte de África. Muchos de ellos emigran al Golfo Pérsico para ganar dinero que luego envían a sus familias en el país de origen, con salarios que sobre el papel son muy superiores a lo que ganarían allí. Su situación en el país de acogida es temporal: los estados del Golfo restringen la naturalización por los privilegios que conlleva y tampoco garantizan el derecho a la reagrupación familiar.
La economía del Golfo Pérsico tiene una gran dependencia de la mano de obra extranjera. En estados como Emiratos Árabes Unidos o Catar, la población inmigrante representa el 90% de la fuerza laboral y asume los puestos de trabajo que la población nacional no quiere desempeñar. En 2010, la cifra de inmigrantes en Oriente Medio ascendía a 25 millones de personas. No es habitual que estos países compitan entre sí por atraer mano de obra.
El trabajador no cualificado queda a mercer del garante para mantener su visa, lo cual provoca numerosas situaciones de explotación laboral por parte de los empleadores, ya sean empresas o particulares, incluso a pesar de la legislación laboral del Golfo. Las organizaciones por los derechos humanos han denunciado situaciones como largas jornadas sin duración pactada, disponibilidad completa, confiscación de pasaportes —algo prohibido en casi todos los países—, accidentes laborales, trabajo forzoso, impago de salarios, e incluso muertes asociadas al calor extremo del Golfo Pérsico. Los obreros bajo kafala no suelen integrarse en la vida del país ya que viven en ciudades periféricas o —si son empleados domésticos— confinados en la casa del empleador. En algunos casos se debe a que los empleadores les han confiscado la documentación que acredita la estancia en el país, aun cuando los países de acogida han decretado que eso es ilegal.
Algunos estados del Golfo Pérsico exigen un permiso de salida para abandonar el país, así que el trabajador bajo sistema kafala necesita demostrar que ha cumplido las condiciones del visado, normalmente con un documento expedido por el garante. Esta particularidad ha motivado que algunas empresas se hayan negado a liberar a los trabajadores cuando su contrato ya ha terminado; si el empleado cambia de puesto sin permiso del patrocinador, se expone a una denuncia por fuga y a sanciones como la prohibición de trabajar en el país o incluso la deportación.
Después de que Catar asumiera la Copa Mundial de Fútbol de 2022 y se reportaran fallecimientos en la construcción de las sedes, las organizaciones de derechos humanos y la comunidad internacional, así como la Organización Internacional del Trabajo, han presionado para que los estados del Golfo se comprometan a mejorar las condiciones de vida de los inmigrantes.

## Funcionamiento por país

### Arabia Saudita
Arabia Saudí fue el primer país del Golfo Pérsico en acoger trabajadores migrantes bajo el sistema de patrocinio. El estado cuenta con un programa de trabajadores invitados donde el empleador recibe permisos del gobierno saudí para contratar trabajadores inmigrantes. El trabajador con visado necesita permiso del garante para rescindir su contrato, cambiar de puesto o incluso abandonar el país entre otros aspectos. Hay también notables diferencias según la cualificación del puesto, ya que los empleos no cualificados tienen una mayor desprotección. Las principales comunidades de extranjeros en Arabia Saudí provienen de India, Indonesia, Pakistán, Bangladés, Egipto y Siria.
La mayoría de las denuncias de abuso laboral se han reportado en el sector doméstico. En un informe de 2008 titulado As If I Am Not Human, la organización Human Rights Watch lamentó la abusiva situación que enfrentaban las empleadas domésticas al llegar a Arabia Saudí, ya que muchos garantes concebían al trabajador como una propiedad. Dicho informe recoge testimonios de personas afectadas en el que se relatan casos de confiscación de pasaportes para impedir la salida del país, impagos e incluso tráfico de personas.
Dentro del marco estratégico Saudi Vision 2030, el gobierno saudí aprobó en marzo de 2021 una reforma del sistema kafala que, entre otras medidas, obligaba a los garantes a digitalizar los acuerdos laborales y eliminaba los permisos de salida y de cambio de trabajo si el contrato había finalizado. No obstante, esa normativa solo se aplicaba a las empresas, por lo que en el sector doméstico y el agrícola —que concentran la mayor parte de empleos no cualificados en Arabia Saudí— han seguido produciéndose casos de abuso laboral. A largo plazo, se ha reportado que Arabia Saudí pretende sustituir el sistema kafala por un nuevo modelo de contratación.

### Baréin
En 2009, Baréin se convirtió en el primer país del consejo de cooperación del Golfo que aseguró haber eliminado el sistema kafala. El Decreto 79, en vigor desde agosto de 2009, establece que los trabajadores migrantes cuentan con el aval de un organismo público, la Autoridad de Regulación del Mercado Laboral, y pueden cambiar de trabajo con un preaviso de tres meses. En 2017 el gobierno impulsó un contrato laboral unificado para empleados domésticos que establecía horas de descanso y días libres, aunque no limitaba las horas ni establecía un salario mínimo. En 2018 se aprobó una ley para penalizar la discriminación y el acoso sexual en el trabajo. 
A pesar de todas estas medidas, han continuado las denuncias sobre casos de abuso laboral por parte de los empleadores, fundamentalmente en puestos de trabajo no cualificado.

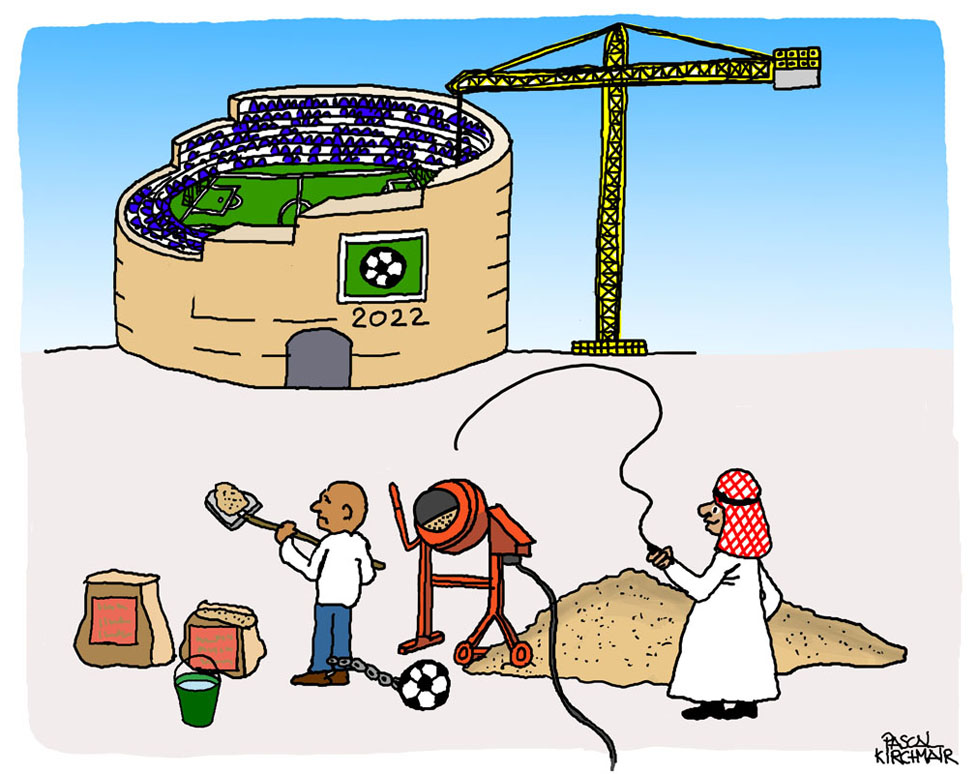
Caricatura aludiendo a la explotación laboral durante la construcción de los estadios en Catar.

### Catar
Catar es el segundo país con más porcentaje de inmigrantes. Aproximadamente el 90% de la mano de obra es de origen extranjero y proviene de India, Pakistán, Bangladés, Nepal y Filipinas. Suelen trabajar en puestos no cualificados del sector de la construcción, de la seguridad privada y del servicio doméstico. Las condiciones laborales de muchos de ellos han sido definidas como abusivas por parte de organizaciones de derechos humanos, entre ellas Amnistía Internacional y Human Rights Watch.
Durante años, el trabajador patrocinado en Catar necesitaba el consentimiento de su empleador para cambiar de trabajo, obtener el permiso de conducir, alquilar una vivienda por su cuenta, abrir una cuenta bancaria o incluso salir del país. Una de las formas más comunes de abuso laboral por parte de las empresas era negarse a liberar a los trabajadores cuando su contrato ya había terminado. Se han producido también casos de impagos y accidentes laborales que no han tenido la investigación adecuada. El derecho sindical solo está reconocido para los nacionales cataríes.
A raíz de la Copa Mundial de Fútbol 2022, el gobierno catarí se comprometió a reformar su sistema laboral. En 2017 se introdujeron cambios jurídicos para garantizar una protección mínima de los trabajadores migrantes, entre ellos la creación de tribunales laborales, y en 2020 se aprobaron dos medidas importantes: el establecimiento del salario mínimo y la eliminación del permiso de salida, aunque con limitaciones. En 2021 se aprobó una norma que prohíbe trabajar al aire libre en verano desde las 10:00 hasta las 15:30 horas, y también si la sensación térmica supera los 32,1° (grados). A pesar de la legislación, se han continuado reportando casos de abuso laboral y de explotación por parte de los empleadores, en parte por fallos en la supervisión.

### Emiratos Árabes Unidos
Emiratos Árabes Unidos es uno de los países del mundo con mayor población inmigrante. En 2005 había 2 738 000 trabajadores extranjeros en el país, el 95% de la fuerza laboral total.
Al igual que en Catar, los empleos no cualificados se desempeñan en la construcción y en el servicio doméstico. La ley laboral emiratí exige la garantía del empleador antes de conceder una visa laboral, y el empleado necesita permisos para poder cambiar de trabajo, realizar cualquier gestión administrativa o incluso salir del país.
En septiembre de 2015 se llevó a cabo una reforma de la ley laboral: a partir de 2016, se autorizaba que los trabajadores migrantes pudieran optar a otro empleo cuando su contrato ya hubiera terminado, e incluso llegar a acuerdos para una rescisión de contrato. No obstante, la Confederación Sindical Internacional ha denunciado en repetidas ocasiones su incumplimiento por parte de los empleadores privados, con situaciones como impago de salarios, irregularidades e incluso deportaciones. En lo que respecta al trabajo doméstico, en 2022 se aprobó una norma específica que establece derechos básicos como días libres, horas de descanso y la entrega de una copia del contrato. Emiratos Árabes Unidos no tiene salario mínimo y tampoco reconoce los sindicatos.
Desde 2015, está prohibido que los trabajadores de la industria o la construcción trabajen al aire libre en los meses de verano, entre las 12:30 y las 15:00 horas.

### Kuwait
Los trabajadores inmigrantes en Kuwait representan el 60% de la población y el 80% de la mano de obra nacional. El estado cuenta con una ley, conocida como «sistema de patrocinio de trabajadores extranjeros», que exige la garantía de un empleador local para obtener el visado de trabajo. Aunque el gobierno kuwaití ha aprobado algunas medidas para mejorar las condiciones de los trabajadores migrantes, el sistema kafala continúa en vigor.
En abril de 2018 se produjo una crisis diplomática entre Kuwait y Filipinas a cuenta de la situación laboral de los filipinos en el sector doméstico. El descubrimiento del cadáver en un almacén abandonado de Joanna Demafelis, una empleada doméstica filipina, motivó que el presidente Rodrigo Duterte prohibiera a los filipinos trabajar en Kuwait. Del mismo modo, Filipinas planeó la repatriación de cuatro mil ciudadanos y los kuwaitíes expulsaron al embajador bajo la acusación de «secuestro de personas». Finalmente, ambos estados alcanzaron un acuerdo laboral y normalizaron sus relaciones en mayo del mismo año.

### Omán
En Omán, los trabajadores migrantes necesitan un patrocinador para obtener la visa de trabajo. Mientras los empleados del sector privado están cubiertos por la legislación laboral, los trabajadores del sector doméstico carecen de una ley específica. En 2020, el gobierno omaní eliminó el «permiso de no-objeción» por el cual un empleador necesitaba permiso del garante para buscar otro empleo, ya que de lo contrario se les prohibía trabajar en Omán durante dos años.